# Ue o shita he no Diletta
Ue o shita he no Diletta (上を下へのジレッタ) is een seinen manga van Osamu Tezuka. Hij werd oorspronkelijk uitgegeven in het Weekly Manga Sunday tijdschrift van Jitsugyo no Nihon Sha in 1969. Hij werd in 2013 vertaald naar het Frans door Éditions FLBLB en in 2018 naar het Italiaans door 001 Edizioni.

## Verhaal
Wanneer mangaka Otohiko Yamanobe van het dak van een gebouw van een gewetenloze televisieproducent wordt gegooid, ontwikkelt hij het "Diletta"-vermogen. Plots heeft hij de kracht om alle gekke fantasieën uit zijn kunstzinnig brein fysiek te delen met mensen rondom hem. De televisieproducent van wiens dak Yamanobe werd gegooid, besluit om "Diletta" te commercialiseren. Hij bouwt een enorme zender en brengt zo een nieuw medium tot leven dat veel invloedrijker blijkt dan de gewone televisie.